# Neuturm (Worms)
Der Neuturm der Stadtbefestigung von Worms war der nordöstliche Eckturm des äußeren Mauerrings und besonders prächtig gestaltet.

## Geografische Lage
Das Fundament des Turms ragte in den Rhein hinein und war zugleich der nördlichste Punkt der Stadtbefestigung entlang der Rheinfront. Der Turm schützte die benachbarte Goldene Pforte (ein rheinseitiges Stadttor) und einen vorgelagerten Hafenkran. In der heutigen Topografie entspricht das dem Bereich des Handelshafens, wo heute ein Großsilo die Wormser Stadtsilhouette ziert.

## Geschichte
Der Neuturm soll der erste Turm der äußeren Befestigung gewesen sein, der erbaut wurde – die Bauzeit ist aber nicht belegt. Das älteste erhaltene schriftliche Zeugnis zu dem Turm stammt von 1368. 
Der Turm wurde von den französischen Besatzern 1689 zerstört, wozu 30 Sprengminen erforderlich waren. Die verbliebene Ruine stand noch lange und wurde erst beim Bau des Hafens 1893 beseitigt.

## Bauwerk
Der Neuturm war – nach allen erhaltenen Darstellungen – ein besonders imposanter Turm, der die Nordostecke der äußeren Mauer überragte. Er stand auf einem besonders befestigten Podest. Der Turm wies sechs gewölbte Stockwerke mit je zwei kleinen rechteckigen Fenstern zum Rhein in den oberen Stockwerken auf. In Höhe des Mauerabschlusses umlief den Turm ein vorkragender Gang.
Geschmückt war der Neuturm mit einem Zinnenkranz über einem Bogenfries und einem hohen, pyramidenförmigen Dach, umgeben von vier achteckigen Ecktürmchen mit spitzen Turmhelmen. Auf der Darstellung von Peter Hamman war er flussseitig mit einem Marienbild geschmückt, auf der Darstellung von Sebastian Münster ist es ein Ritter. Der prächtige Turm galt als „der Stolz der Stadt“.

## Wissenswert
Der Neuturm war namensgebend für die Neuturmstraße.

## Galerie

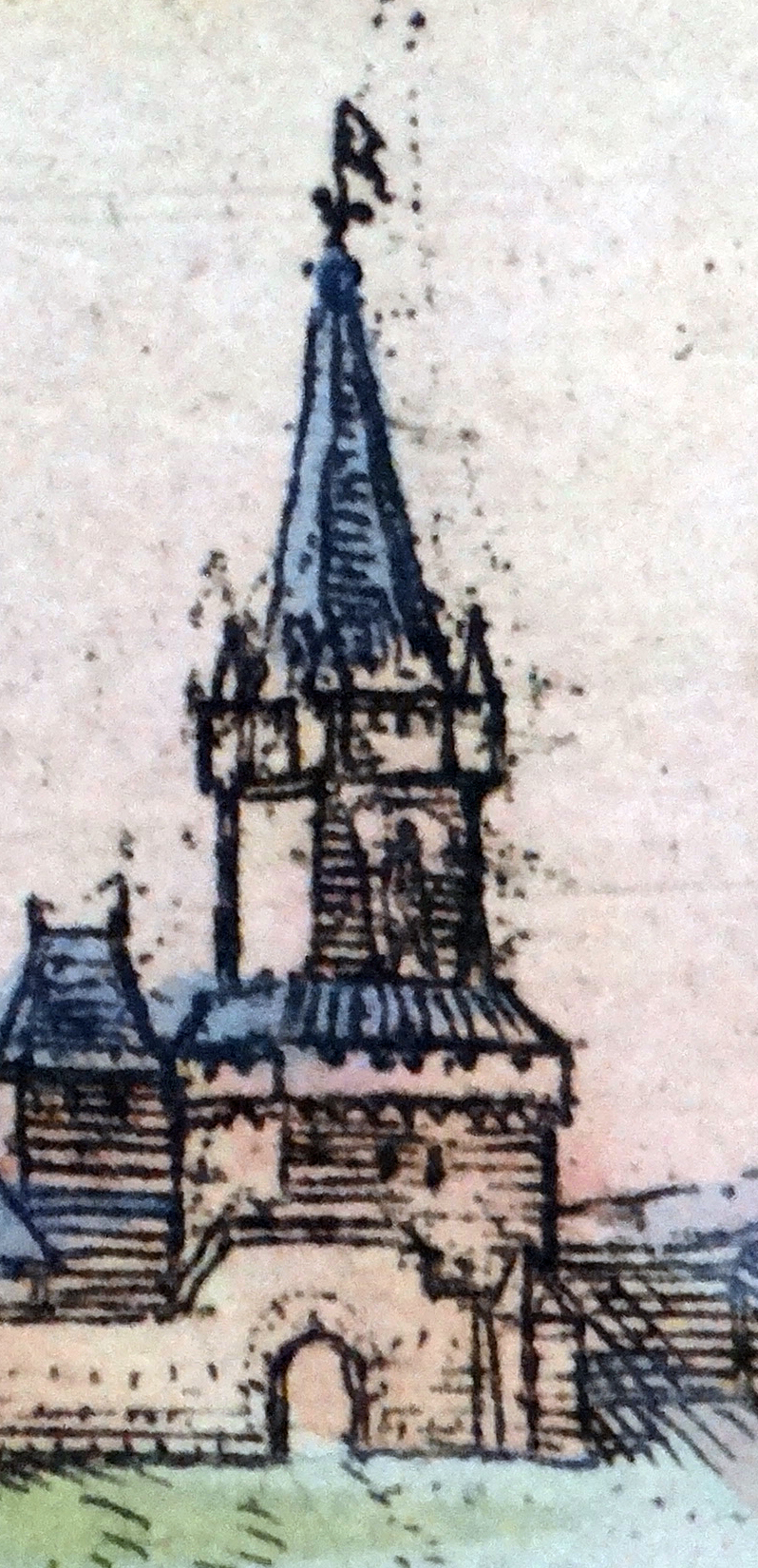
Neuturm nach Braun / Novellanus / Hogenberg vor 1574; im Vordergrund die Goldene Pforte
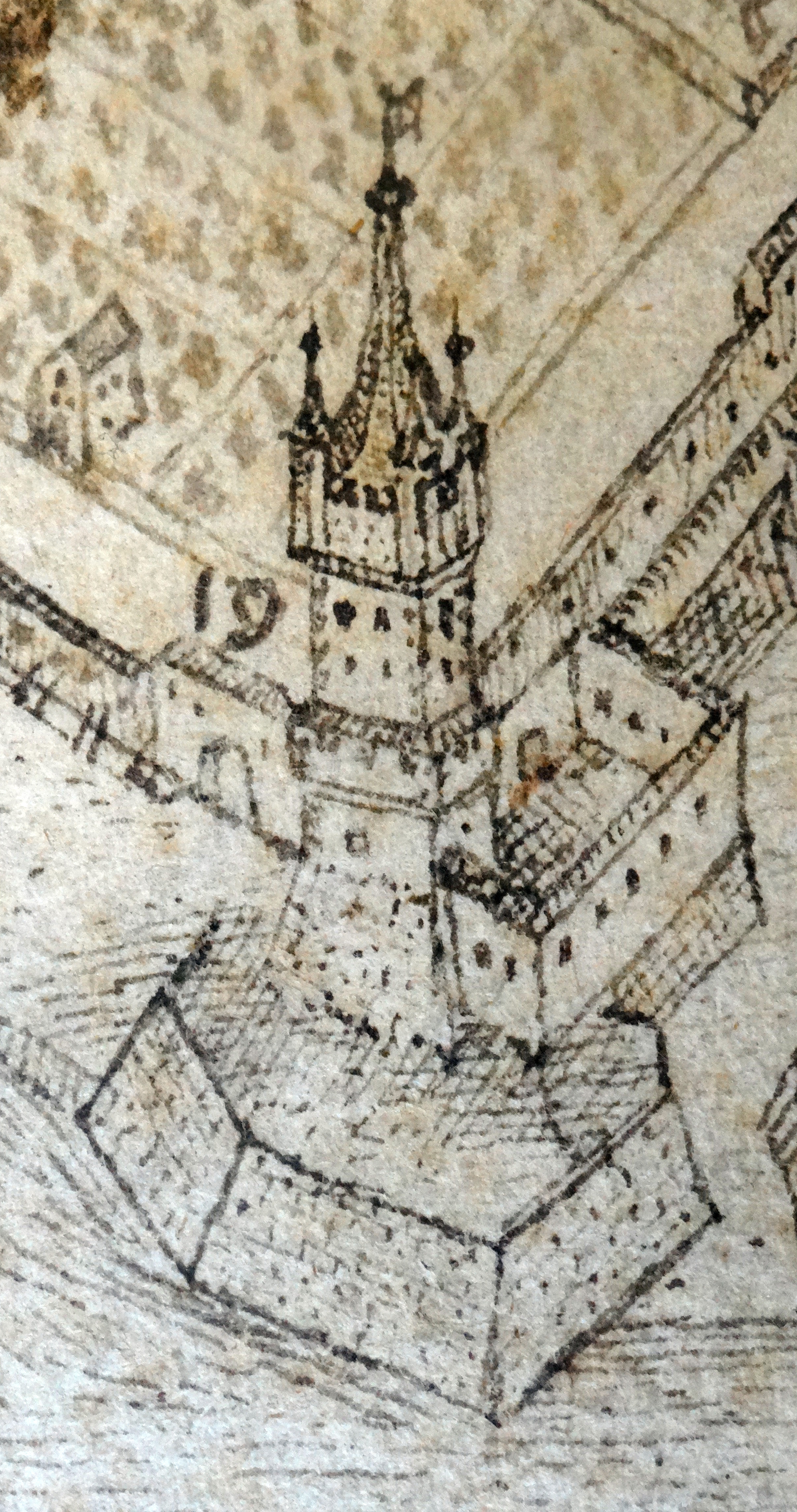
Neuturm nach Hamman um 1631
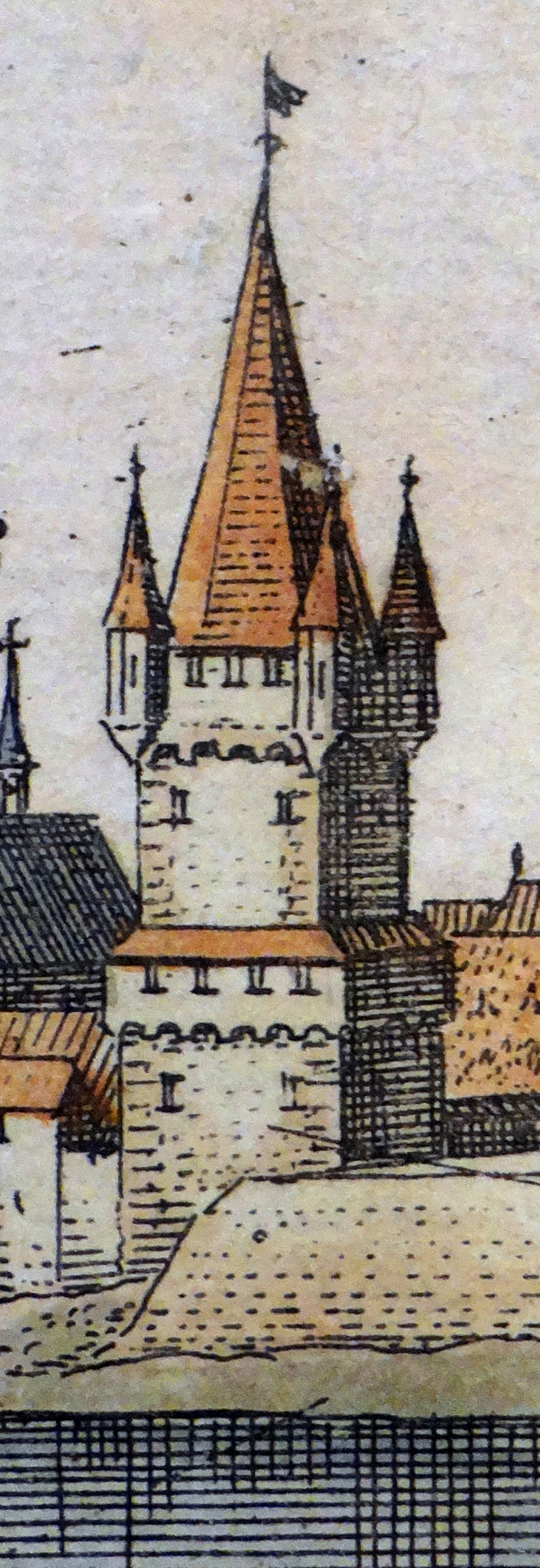
Neuturm nach Matthäus Merian vor 1645
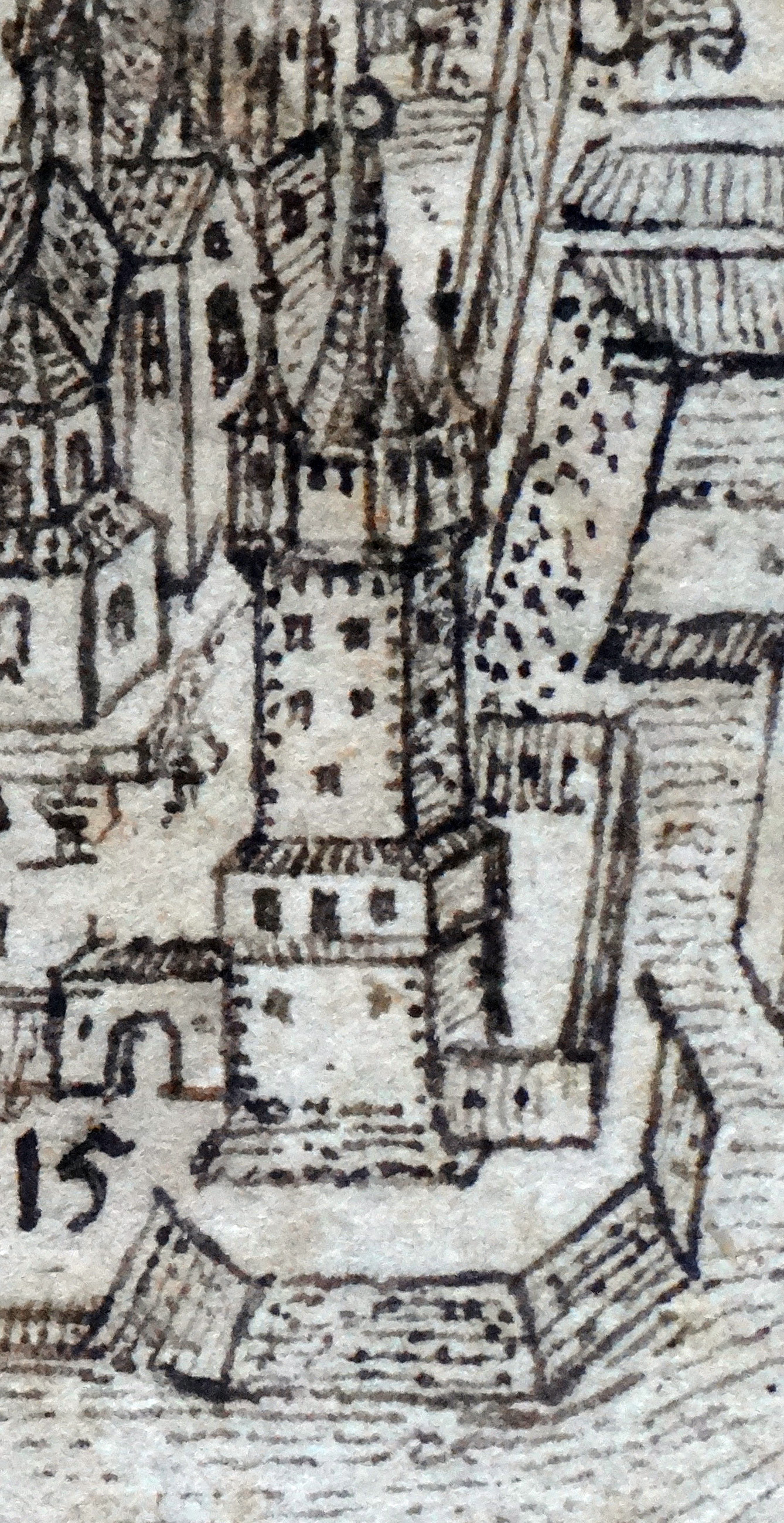
Neuturm nach Hamman vor 1689
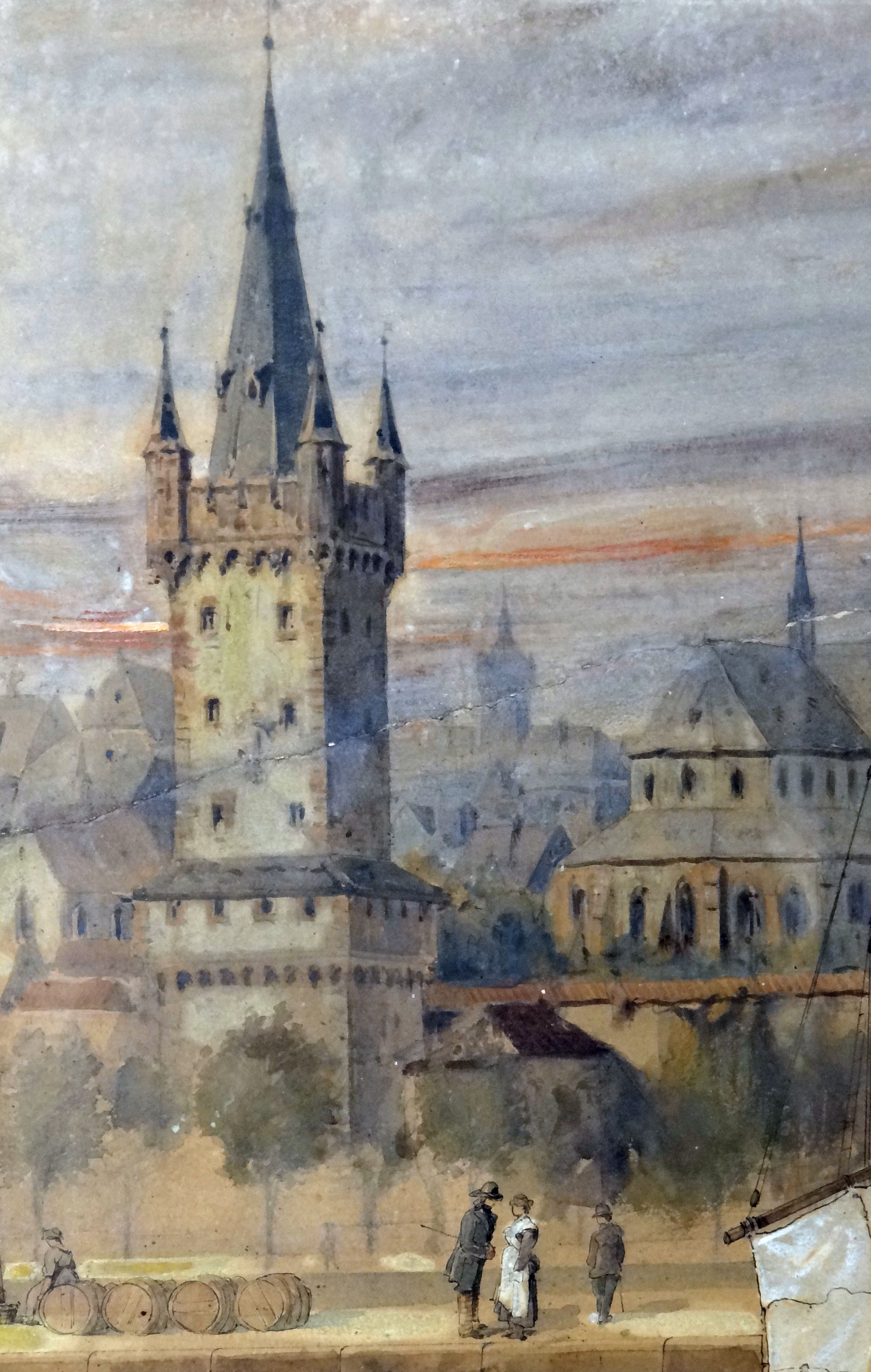
Romantische Rekonstruktion durch Karl Hofmann